# ダーフィト・クラフト
ダーフィト・フォン・クラフト（David von Krafft、1655年 – 1724年9月16日）は、ドイツ生まれのスウェーデンの画家である。スウェーデンの宮廷画家、ダーフィト・エーレンシュトラールの甥で、おじの後をついで、スウェーデン王室の宮廷画家となった。

## 略歴
ハンブルクに生まれた。父親については知られていないが、母親はダーフィト・エーレンシュトラールの姉妹であった。エーレンシュトラールは1650年代初めにスウェーデンに移り、肖像画家として成功し宮廷画家となり、1674年に爵位を得た。クラフトは子供時代に両親を失い、1675年にストックホルムのおじに引き取られ、おじの工房で、助手、弟子として育てられた。
カール11世の王妃ウルリカ・エレオノーラから費用を受けて、デンマーク、ドイツを経て、イタリアに修行に出た。王妃の親類の肖像画を描いて送ることも命じられた。イタリアには1687年に着き、ヴェネツィアに1年、ローマに3年間、ボローニャに1年間滞在した。さらにヴェネツィアを旅した後、1694年にパリで修行し、1696年にストックホルムに戻った。
1698年にエーレンシュトラールが没すると、宮廷画家の地位を継承した。1697年に即位したカール12世の肖像画を描き、カール12世が大北方戦争でスウェーデンを離れている間は王妃らの肖像画を描いた。クラフトの肖像画は当時の王の服装をよく伝えている。またスウェーデン軍の将軍や、有力者の肖像画も残した。
弟子の肖像画家にヨハン・ヘンリク・シェッフェル、オロフ・アレニウス、ローレンツ・パシュがいる。

## 作品

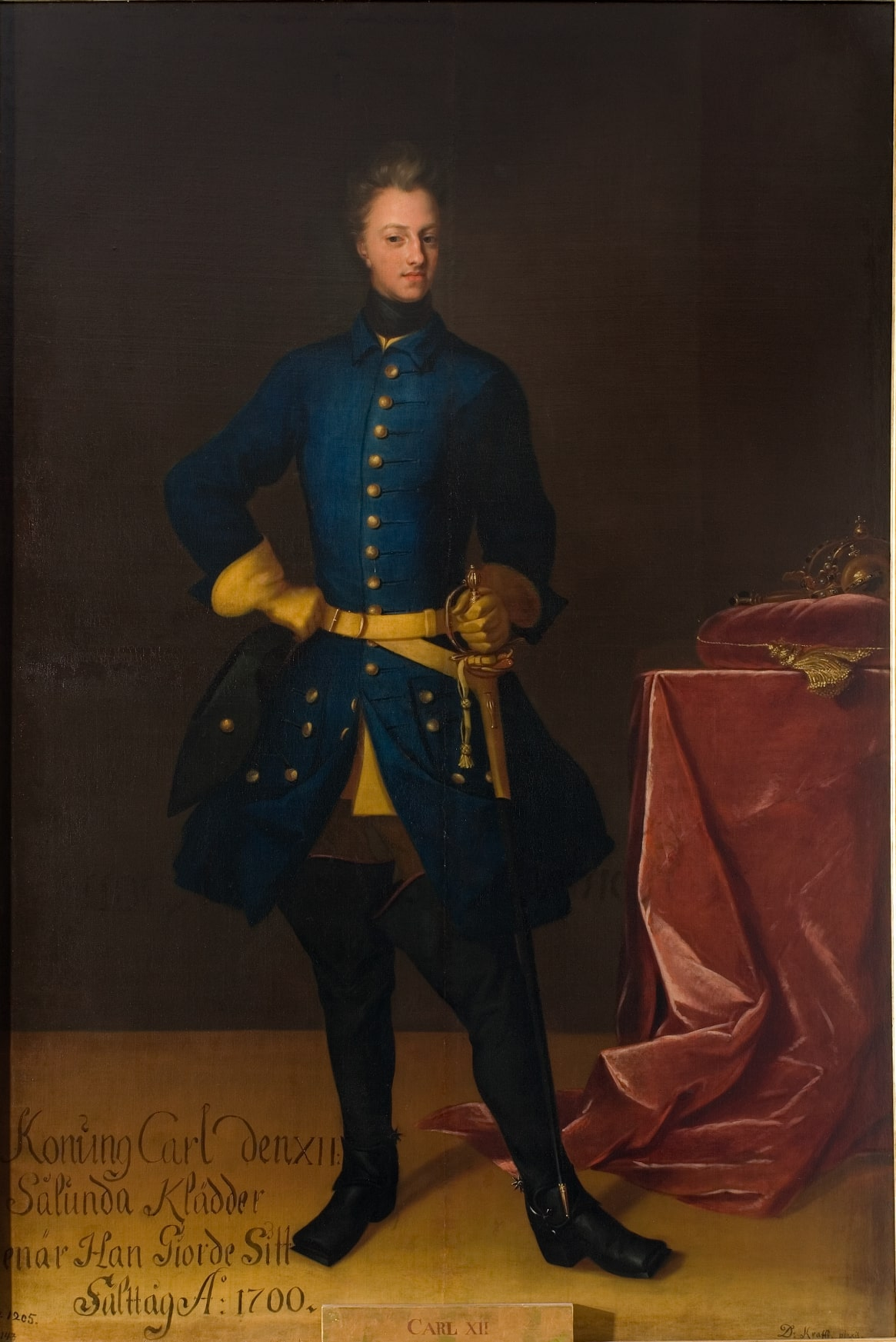
カール12世
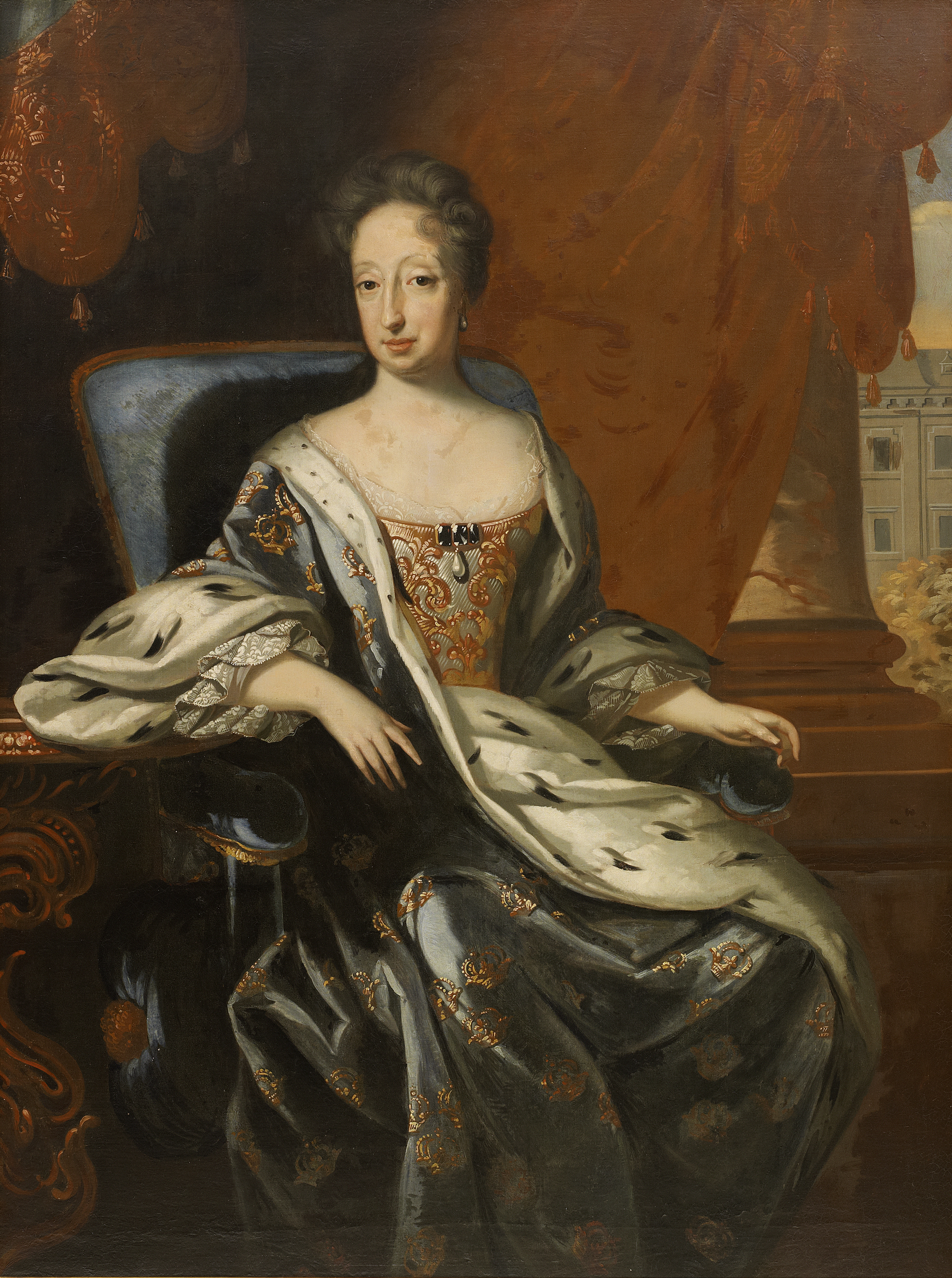
カール10世の王妃ヘートヴィヒ・エレオノーラ
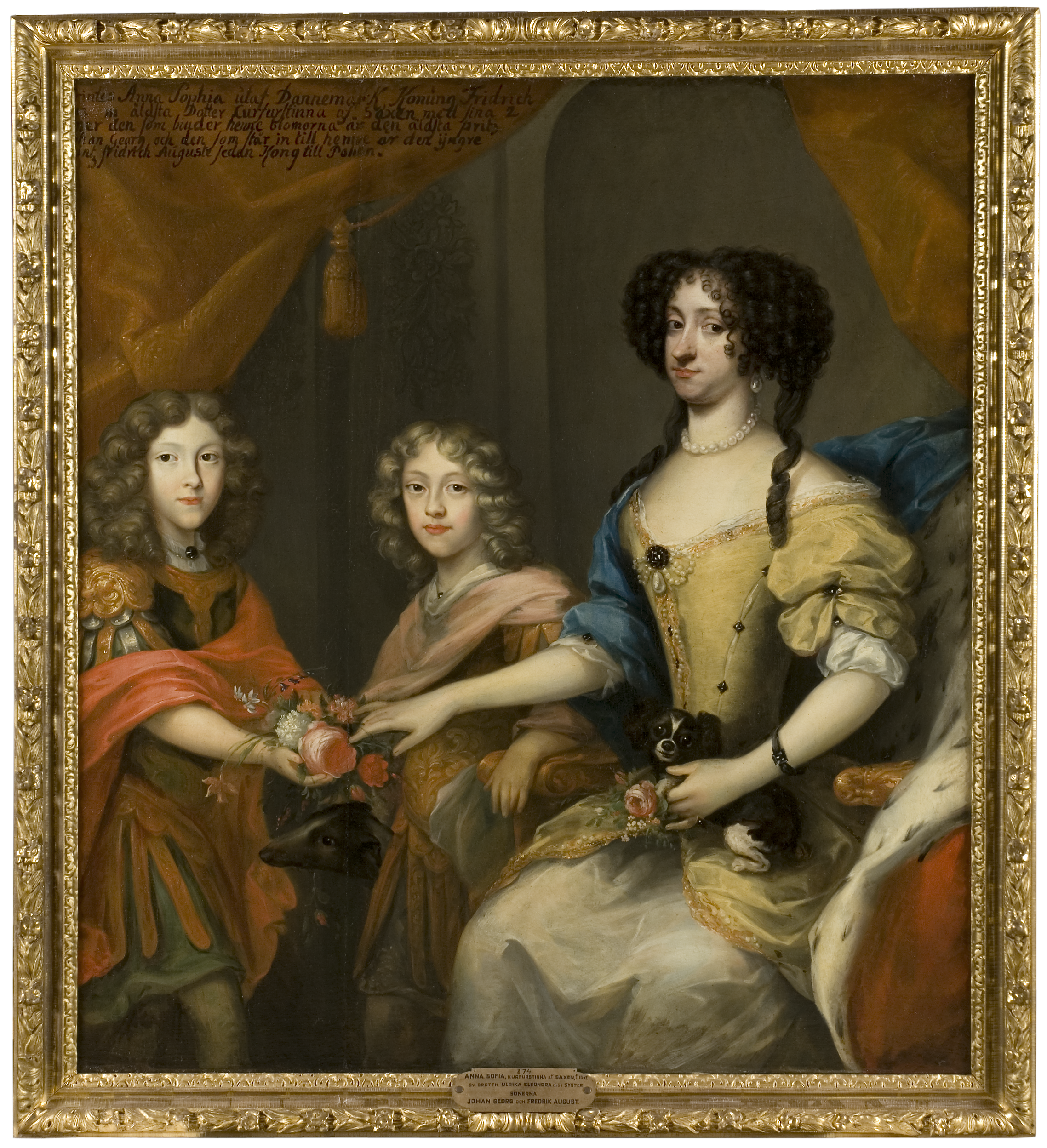
デンマーク王女アンナ・ソフィー
Bernhard von Liewen（軍人）
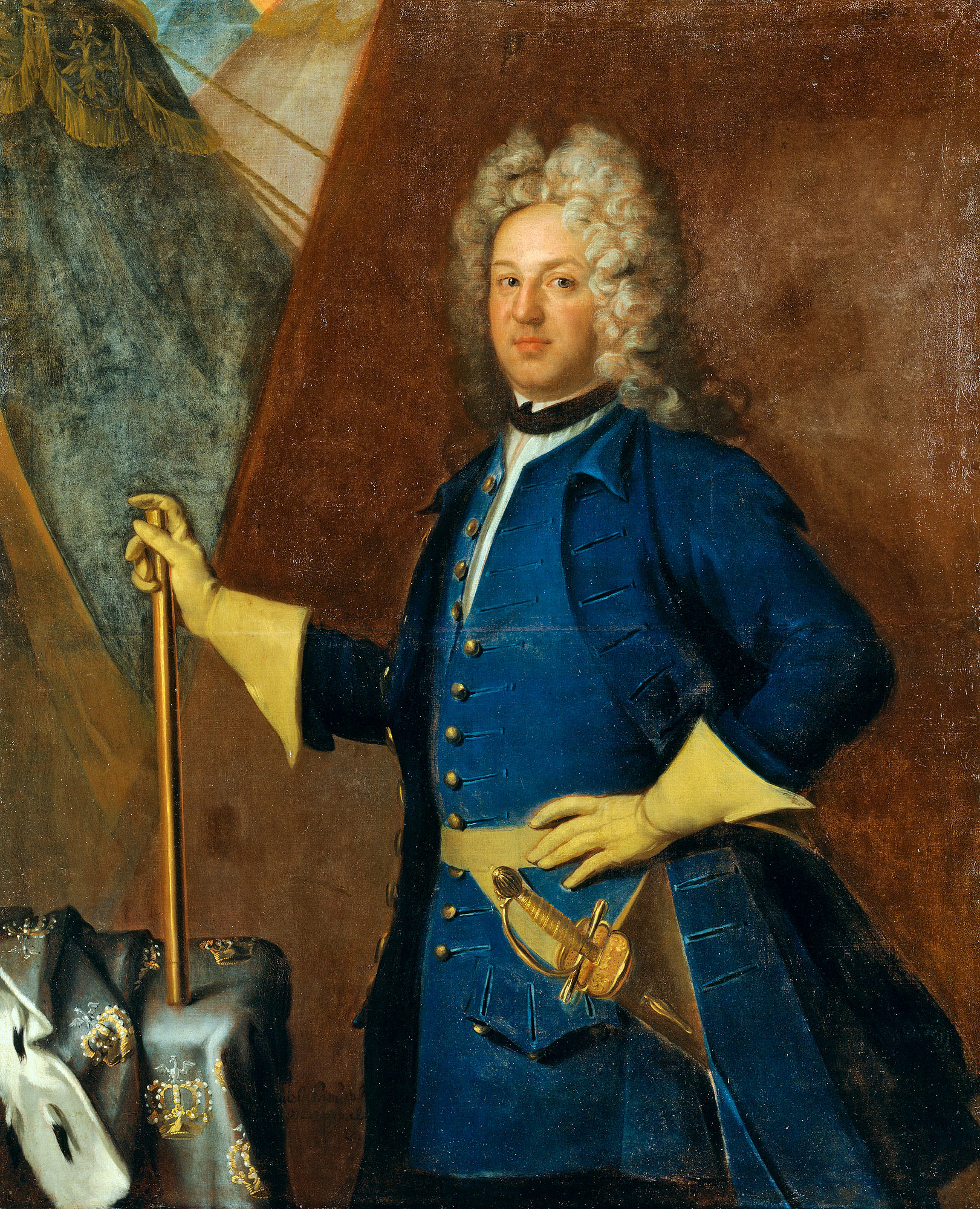
スタニスワフ・レシチニスキ
ヘートヴィヒ・エレオノーラとカール11世
マリア・エレオノーラ・フォン・ブランデンブルク